# Damir Krznar
Damir Krznar, hrvaški nogometaš in nogometni trener, * 10. julij 1972, Zabok, Hrvaška.
Svojo kariero je preživljal pri Varteksu, Dinamo Zagrebu in Inter Zaprešiću. Krznar je za reprezentanco debitiral 22. aprila 1998 proti Poljski, kar je tudi bil njegov edini nastop za hrvaško reprezentanco. Od konca nastopanja deluje kot trener, trenutno pri Újpestu.

## Trenerska kariera

### Kariera pomočnika trenerja
V obdobju med letoma 2010 in 2021 je bil Krznar pomočnik trenerja Iliji Lončareviću pri Interju iz Zaprešića, Krunoslavu Jurčiću, Anteju Čačiću, Branku Ivankoviću in Zoranu Mamiću pri zagrebškem Dinamu ter Mamiću pri Al Nassru, Al Ainu in Al Hilalu.
Dvakrat je bil začasni trener Dinama; od avgusta do septembra 2013, in od julija do septembra 2015.

### Dinamo Zagreb
Potem ko je bil Zoran Mamić 15. marca 2021 obsojen na pet let zapora, je še isti dan odstopil, nasledil pa ga je Krznar, ki je na mestu glavnega trenerja Dinama debitiral 18. marca ob zmagi s 3:0 nad Tottenham Hotspurjem na stadionu Maksimir, s čimer se je prvič v zgodovini kluba uvrstil v četrtfinale Evropske lige UEFA 2020–21. Poleg tega je Krznar postal prvi trener v zgodovini, ki je iz Lige Evropa izločil glavnega trenerja Spursov Joséja Mourinha (Portugalec je v tem tekmovanju sodeloval še dvakrat – v letih 2002–2003 kot trener Porta in v letih 2016–17 kot trener Manchester Uniteda – obakrat je njegov klub osvojil prvo mesto). Vendar pa je Dinamo v četrtfinalu izgubil proti Villarrealu s skupnim izidom 3:1.
Dinamo si je 9. maja 2021 z zmago nad Rijeko s 5:1 zagotovil 22. naslov prvaka Hrvaške v prvi ligi in skupno 32. naslov državnega prvaka. Deset dni kasneje je Dinamo osvojil tudi naslov hrvaškega pokala, in sicer z zmago proti Istri 1961 s 6:3. 
Krznar je Dinamo zapustil 1. decembra 2021, potem ko ga je v četrtfinalu hrvaškega pokala izločila Rijeka. Naslednji mesec je prevzel rezervno ekipo Dinama, ki igra v hrvaški drugi ligi, kjer je ostal do razpada ekipe po sezoni 2021–22.

### Maribor
Krznar je 16. avgusta 2022 prevzel vodenje aktualnega slovenskega prvaka Maribor in podpisal dveletno pogodbo. Maribor je bil ob njegovem prihodu na zadnjem mestu lige z le tremi točkami na petih tekmah.

## Trofeje

### Igralec
Dinamo Zagreb
- Prva HNL : 1995–96, 1996–97, 1997–98, 1998–99, 1999–00, 2002–03
- Hrvaški pokal : 1995–96, 1996–97, 1997–98, 2000–01, 2001–02, 2003–04
- Hrvaški superpokal : 2002, 2003

### Trener
Dinamo Zagreb
- Prva HNL: 2020–21
- Hrvaški pokal: 2020–21